# Silnik o zapłonie iskrowym

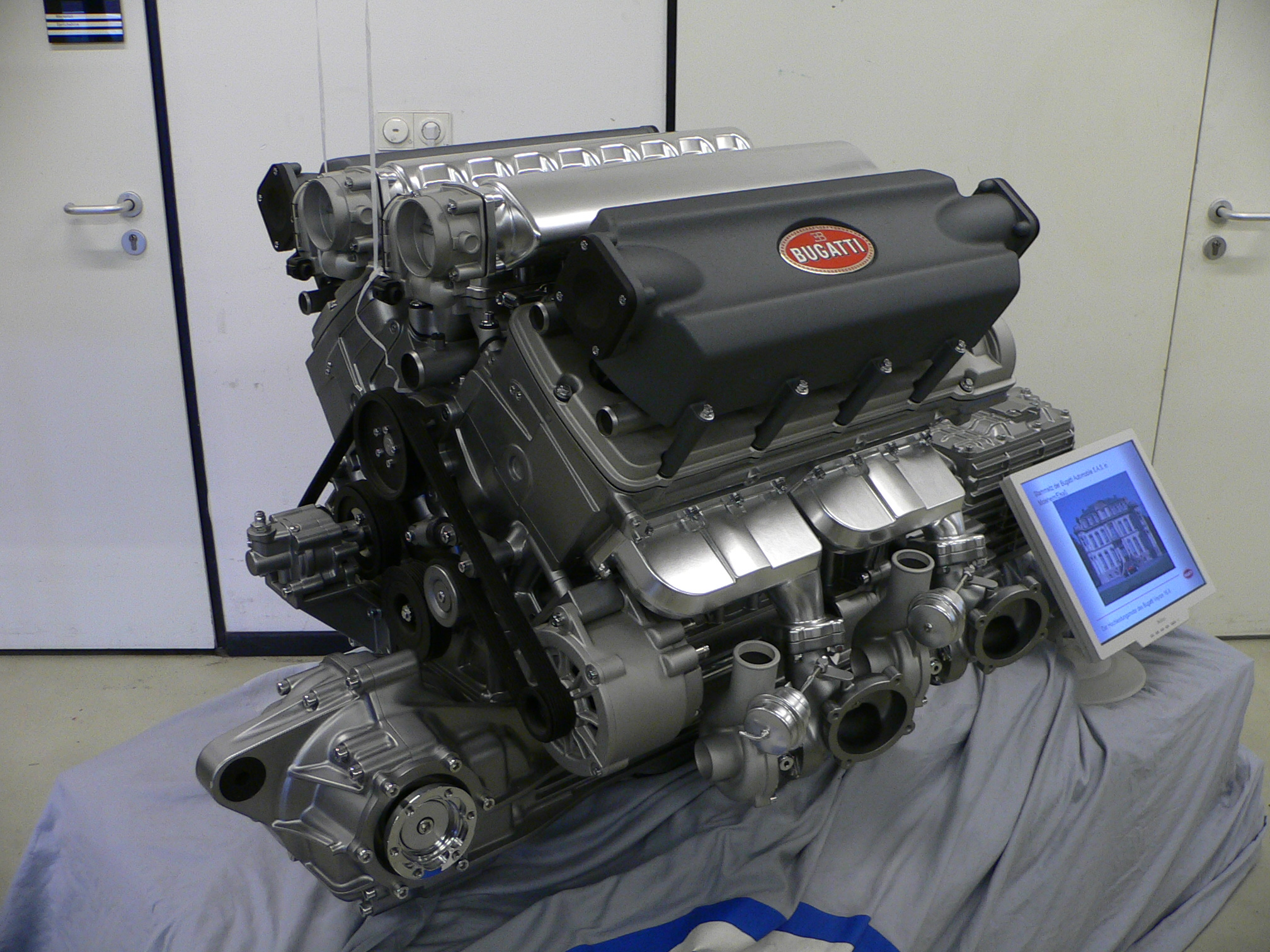
Silnik W16, stosowany w Bugatti Veyron

Silnik czterosuwowy o zapłonie iskrowym – zasada działania

Silnik o zapłonie iskrowym (ZI) jest silnikiem cieplnym spalinowym o spalaniu wewnętrznym, w którym spalanie ładunku zainicjowane jest iskrą elektryczną powstającą pomiędzy elektrodami świecy zapłonowej. Mieszanina paliwa i powietrza musi być przygotowana odpowiednio wcześniej przed momentem zapłonu, do jej zapalenia niezbędna jest wytworzona w odpowiednim źródle iskra. Sprawność silnika o zapłonie iskrowym zależy w głównej mierze od stopnia sprężania.

## Mieszanka paliwowo-powietrzna
Paliwem spalanym w silniku iskrowym musi być paliwo intensywnie parujące w układzie zasilania silnika w paliwo lub w cylindrze silnika. Paliwo to może występować w formie płynnej lub gazowej. Do stosowanych paliw należą m.in.:
- benzyna
  - benzyna bezołowiowa
  - etylina
- LPG – gaz płynny
- CNG – sprężony gaz ziemny
- metanol
- etanol (jako samodzielne paliwo lub jako dodatek do benzyn)

Stosunek paliwa do powietrza w mieszance powinien być utrzymany w odpowiednim dla danego silnika przedziale. Zbyt mała ilość powietrza sprawia, że mieszanka staje się zbyt bogata – sprawność silnika maleje, spalanie jest niezupełne, wzrasta stężenie tlenku węgla w spalinach. Zbyt duży stosunek powietrza do paliwa powoduje zubożenie mieszanki, co skutkuje rozciągnięciem spalania w czasie do suwu rozprężania.
Silnik może być zasilany w paliwo poprzez gaźnik, mieszalnik gazu lub wtrysk paliwa, który może być realizowany w różny sposób, np.:
- wtrysk jednopunktowy do kolektora dolotowego
- wtrysk wielopunktowy do kolektora dolotowego
- wtrysk bezpośredni do cylindra silnika (GDI)
- Fuel Stratified Injection (FSI), tj. wytrysk bezpośredni do cylindra silnika z wykorzystaniem zjawiska spalania w mieszance uwarstwionej.

Paliwo przed dotarciem do komory spalania musi zostać rozpylone w powietrzu.
Silnik iskrowy może być zbudowany w układzie silnika dwusuwowego, jak i w układzie czterosuwowym, istnieje jeszcze tzw. silnik Wankla z obrotowym tłokiem (rotorem), jest jednak bardzo rzadko stosowany. Odmiana czterosuwowa w wielu krajach nazywana jest silnikiem Otto (Cykl Otta).
Zaletami silnika iskrowego są:
- łatwy rozruch niezależnie od temperatury zewnętrznej silnika,
- dobra szybkobieżność (szybka reakcja na "dodanie gazu"),
- łatwość uzyskiwania wysokich obrotów pracy,
- stosunkowo wysoka uzyskiwana moc,
- dość lekka konstrukcja,
- niezbyt skomplikowana konstrukcja układu zasilania.

Te zalety są jednak okupione wadami, takimi jak:
- mniejsza sprawność energetyczna (większe jednostkowe zużycie paliwa),
- mniejsza trwałość w stosunku do silnika wysokoprężnego,
- ze względu na właściwości palne benzyny większe niebezpieczeństwo niekontrolowanego samozapłonu paliwa (w tym eksplozywnego) przy składowaniu i dostarczaniu go do silnika,
- niższy moment obrotowy w stosunku do silnika o podobnych parametrach z zapłonem samoczynnym,
- rozłożenie maksymalnych wartości momentu obrotowego w wyższym zakresie obrotów w stosunku do silnika o zapłonie samoczynnym, przez co, np. przy ruszaniu pojazdu, następuje konieczność "wkręcania" silnika na wyższe obroty, a to skutkuje zwiększeniem zużycia paliwa i zmniejszeniem "użytecznego" zakresu obrotów silnika.